# Oxyeleotris nullipora
Oxyeleotris nullipora är en fiskart som beskrevs av Roberts, 1978. Oxyeleotris nullipora ingår i släktet Oxyeleotris och familjen Eleotridae. Inga underarter finns listade i Catalogue of Life.